# L'Ulisse errante

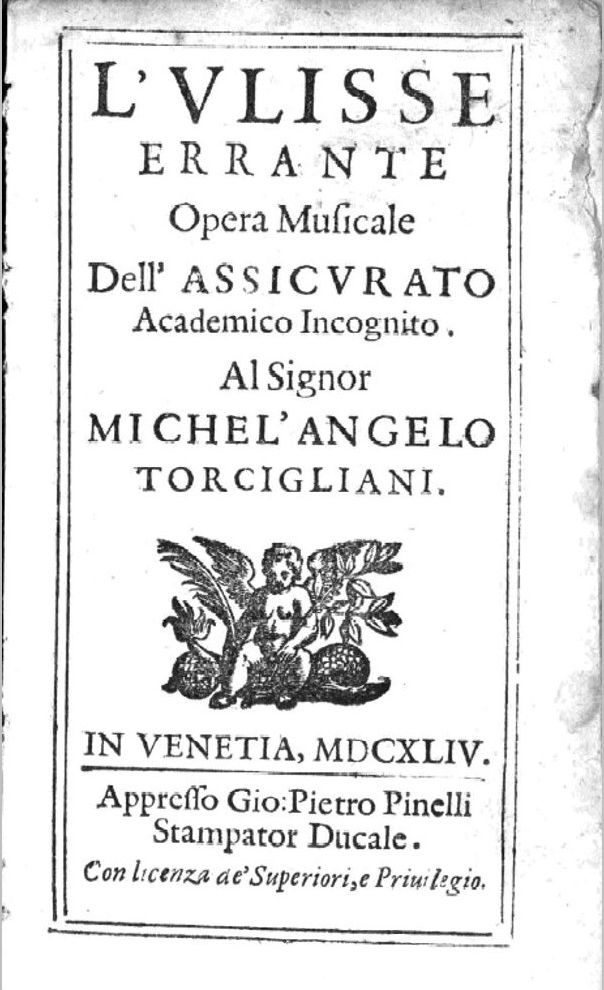
Frontespizio del libretto (Venezia, 1644).

L'Ulisse errante è un'opera lirica in cinque atti composta da Francesco Sacrati, su libretto di Giacomo Badoaro nel 1644. 
Nella prefazione del libretto, basato sull'Odissea, Badoaro fa un significativo omaggio a Sacrati, avvicinandolo alla figura di Monteverdi, per cui egli stesso aveva composto il libretto per Il ritorno d'Ulisse in patria pochi anni prima. Il libretto è dedicato a Michelangelo Torcigliani, membro come Badoaro dell'Accademia degli Incogniti.
La prima esecuzione ebbe luogo a Venezia al Teatro Santi Giovanni e Paolo, di proprietà della famiglia Grimani, in occasione del carnevale del 1644. L'allestimento fu curato dallo scenografo Giacomo Torelli, più volte collaboratore di Sacrati.
Vi fu probabilmente un’edizione a stampa di parte dell'opera musicale, oggi andata persa.